# Mathias Jensen
Mathias Jensen (Dinamarca, 1 de enero de 1996) es un futbolista danés que juega de centrocampista en el Brentford F. C. de la Premier League de Inglaterra.

## Trayectoria

### FC Nordsjælland
En enero de 2015 firmó su primer contrato profesional con el FC Nordsjælland con una duración de 3 años. En el verano, con 19 años, fue promovido al plantel profesional y el 20 de septiembre hizo su debut profesional reemplazando a Emiliano Marcondes en el minuto 93 en un partido que terminaría con victoria 1-0 para su equipo ante el FC Midtjylland.
Tras consolidarse durante la Superliga de Dinamarca 2016-17, disfrutó de una gran Superliga de Dinamarca 2017-18, siendo el eje fundamental del esquema de su equipo y llegando a ser el capitán. Incluso ganó el premio al "Mejor talento del año 2017" de la liga danesa. Su gran rendimiento despertó el interés de importantes equipos españoles como el Sevilla, el Celta de Vigo y el Villarreal.
El 8 de agosto de 2018 el Real Club Celta de Vigo hizo oficial su fichaje por cinco temporadas. Tras solo un año en el conjunto vigués fue traspasado al Brentford F. C.

## Selección nacional
Ha sido parte de la selección de fútbol sub-18 de Dinamarca, selección de fútbol sub-19 de Dinamarca, selección de fútbol sub-20 de Dinamarca y selección de fútbol sub-21 de Dinamarca, con la que disputó la Eurocopa Sub-21 de 2017.
El 7 de octubre de 2020 debutó con la selección absoluta en un amistoso ante Islas Feroe que Dinamarca venció por 4-0.

### Participaciones en Copas del Mundo
| Mundial                        | Sede  | Resultado    | Partidos | Goles |
| ------------------------------ | ----- | ------------ | -------- | ----- |
| Copa Mundial de Fútbol de 2022 | Catar | Primera fase | 2        | 0     |

### Participaciones en Eurocopas
| Copa          | Sede     | Resultado        | Partidos | Goles |
| ------------- | -------- | ---------------- | -------- | ----- |
| Eurocopa 2020 | Europa   | Semifinal        | 6        | 0     |
| Eurocopa 2024 | Alemania | Octavos de final | 0        | 0     |

## Estadísticas
Actualizado al 25 de mayo de 2025.
| Club | Div.          | Temporada     | Liga  | Liga  | Copas nacionales(1) | Copas nacionales(1) | Torneos internacionales(2) | Torneos internacionales(2) | Total | Total | Media goleadora |
| Club | Div.          | Temporada     | Part. | Goles | Part.               | Goles               | Part.                      | Goles                      | Part. | Goles | Media goleadora |
| --- | ------------- | ------------- | ----- | ----- | ------------------- | ------------------- | -------------------------- | -------------------------- | ----- | ----- | --------------- |
| F. C. Nordsjælland Dinamarca | 1.ª           | 2015-16       | 5     | 1     | 0                   | 0                   | -                          | -                          | 5     | 1     | 0.2             |
| F. C. Nordsjælland Dinamarca | 1.ª           | 2016-17       | 22    | 2     | 1                   | 0                   | -                          | -                          | 23    | 2     | 0.09            |
| F. C. Nordsjælland Dinamarca | 1.ª           | 2017-18       | 35    | 12    | 1                   | 0                   | -                          | -                          | 36    | 12    | 0.33            |
| F. C. Nordsjælland Dinamarca | 1.ª           | 2018-19       | 1     | 0     | -                   | -                   | 1                          | 0                          | 2     | 0     | 0               |
| F. C. Nordsjælland Dinamarca | Total club    | Total club    | 63    | 15    | 2                   | 0                   | 1                          | 0                          | 66    | 15    | 0.23            |
| R. C. Celta de Vigo · España | 1.ª           | 2018-19       | 6     | 0     | 0                   | 0                   | -                          | -                          | 6     | 0     | 0               |
| R. C. Celta de Vigo · España | Total club    | Total club    | 6     | 0     | 0                   | 0                   | 0                          | 0                          | 6     | 0     | 0               |
| Brentford F. C. Inglaterra | 2.ª           | 2019-20       | 42    | 1     | 1                   | 0                   | -                          | -                          | 43    | 1     | 0.02            |
| Brentford F. C. Inglaterra | 2.ª           | 2020-21       | 48    | 2     | 5                   | 0                   | -                          | -                          | 53    | 2     | 0.04            |
| Brentford F. C. Inglaterra | 1.ª           | 2021-22       | 31    | 0     | 4                   | 0                   | -                          | -                          | 35    | 0     | 0               |
| Brentford F. C. Inglaterra | 1.ª           | 2022-23       | 37    | 5     | 2                   | 0                   | -                          | -                          | 39    | 5     | 0.13            |
| Brentford F. C. Inglaterra | 1.ª           | 2023-24       | 32    | 3     | 4                   | 1                   | -                          | -                          | 36    | 4     | 0.11            |
| Brentford F. C. Inglaterra | 1.ª           | 2024-25       | 24    | 0     | 3                   | 0                   | -                          | -                          | 27    | 0     | 0               |
| Brentford F. C. Inglaterra | Total club    | Total club    | 214   | 11    | 19                  | 1                   | 0                          | 0                          | 233   | 12    | 0.05            |
| Total carrera | Total carrera | Total carrera | 283   | 26    | 21                  | 1                   | 1                          | 0                          | 305   | 27    | 0.09            |
| (1) Incluye los datos de la Copa de Dinamarca (2016-18), Copa de la Liga de Inglaterra y FA Cup. (2) Incluye los datos de la Liga Europa de la UEFA. |               |               |       |       |                     |                     |                            |                            |       |       |                 |